# Sans queue ni tête
Sans queue ni tête és una pel·lícula francesa i luxemburguesa de Jeanne Labrune, estrenada el 2010. Les protagonistes són Isabelle Huppert i Bouli Lanners.

## Argument
Alice (Isabelle Huppert) i Xavier (Bouli Lanners) són una prostituta i un psicoanalista la vida dels quals va malament. Alice vol canviar de professió i Xavier està en crisi després de la separació amb la seva dona. Els seus camins es creuen quan ell contracta els seus serveis sexuals i ella paga els seus com a especialista en psicoanàlisis.

## Repartiment
- Isabelle Huppert: Alice Bergerac
- Bouli Lanners: Xavier Demestre
- Richard Debuisne: Pierre Cassagne
- Sabila Moussadek: Juliette
- Valérie Dréville: Hélène Demestre
- Mathieu Carrière: Robert Masse